# Економічна етика
Економічна етика — розділ науки, що визначає методи і форми досягнення етично виправданих економічних цілей, які ведуть до росту продуктивності праці і на цій підставі сприяють підвищенню добробуту населення.
В наш час для з'ясування етично-відповідальних, гуманних та, одночасно, економічно ефективних шляхів розвитку сучасного господарства з'явилася потреба посередництва економічної та етичної теорії. Створити системну концепцію економічної етики, яка мала б змогу розв'язати нагальні проблеми сучасності, можна, лише спираючись на багатовіковий досвід західноєвропейської філософської думки. Тому побудова нової етико-економічної теорії потребує звернення до теоретичних пошуків західноєвропейської філософії, що відбувалися протягом двох тисячоліть.
Сьогодні існує безліч досліджень, що стосуються етико-економічної проблематики. Англосаксонський варіант економічної етики — так звана «етика бізнесу» — представлений у працях Томаса М.Герета, Річарда Дж. Клонскі, Р.Де Джорджа, А.Кедбері. Вітчизняні та російські дослідники (А. А. Алі-Заде, В. В. Борисенко, В. К. Борисов, А. М. Єрмоленко, Ю. І. Палеха, Ю. Ю. Петрунін, М. В. Попов, Е. А. Уткін) торкаються лише деяких аспектів проблеми співвідношення моралі та економічної раціональності в господарчій діяльності людини.
Етика бізнесу [Архівовано 3 травня 2012 у Wayback Machine.] є інтегративним знанням, що застосовує інструментарій етики, психології, соціології, менеджменту в дослідженні конкретних ситуацій в бізнесі як індивідуально-професійної поведінки та соціальної активності задля обмеження негативних наслідків економічної діяльності шляхом безпосередньої імплементації моральних норм на рівні підприємств та організацій. Але відносно дисциплінарного статусу етики бізнесу необхідно зазначити, що вона емансипувалася від філософської етики та скоріше належить до менеджменту як науки про управління економічними організаціями в умовах ринкових відносин. Тому можна казати, що етика бізнесу має не скільки теоретичний, а скоріше інструментально-технологічний характер.
Структурно етика бізнесу складається з двох рівнів: «мікроетики» та «макроетики» (на кшталт «мікроекономіки» та «макроекономіки»).
- «Мікроетика» досліджує специфіку моральних відносин між підприємством (організацією) як моральнісним суб'єктом та її робітниками. Дослідний і практичний інтерес спрямовується на питання типології корпоративних культур, розглядаються способи підвищення етичного рівня підприємств, роль менеджменту організації, морально-етичні аспекти в прийнятті конкретних управлінських рішень.

- «Макроетика» досліджує специфіку моральних відносин між макросуб'єктами соціальної та економічної структури суспільства — підприємствами, державою, суспільством в цілому. Відповідно дослідний і практичний інтерес спрямовується на питання відношень між підприємством та об'єктивним світом природи, взаємодії між корпораціями-контрагентами, підприємствами та громадянським суспільством, проблематику соціальної відповідальності бізнесу.

В літературі ми можемо знайти й таке визначення, як ділова етика [Архівовано 14 березня 2012 у Wayback Machine.] це система загальних етичних норм і правил поведінки суб´єктів підприємницької діяльності, їх спілкування і взаємодії. Вона виявляється як на мікрорівні — це моральні відносини в організаціях, так і на макрорівні — це моральні відносини між суб´єктами господарської діяльності. Ділова етика регулює відносини бізнесмена, підприємця, менеджера зі своїми партнерами, конкурентами, клієнтами, працівниками тощо. З огляду на неї відбувається
Поєднання і взаємозв'язок економічної і етичної сфери створює нову галузь науки, «господарську етику» або «етичну економію». ЇЇ формування і розвиток викликані: потребою моральної відповідальності за наслідки господарської діяльності, особливо культурних і економічних зовнішніх ефектів; зростаючими вимогами до морально-етичних якостей менеджменту; протидією тенденції відчуження духовної і матеріальної культури.
Одним з найдавніших мислитетелів стародавньої Греції був Арістотель [Архівовано 12 квітня 2012 у Wayback Machine.] (384 до н.е-322 до н.е) З´ясовуючи суть держави та її економічні засади, Арістотель поставив у її епіцентрі людину з усім необхідним для її життя, зокрема, із власністю. «Власність, — твердив він, — є частиною дому, і придбання є частиною сімейної організації, без предметів першої необхідності не можна не тільки добре жити, але й жити взагалі». Він уважав, що немає межі в прагненні до багатства і володіння грішми. Обмінна ж діяльність не зумовлена природними причинами, а тому заслуговувала на осуд, як і лихварство. Лихварство суперечить природі, — вважав Арістотель.
Отже, невід%ємною складовою у ринкових відносинах людей повинна ставати етика, а саме економічна етика.
В дослідженні зв'язку між економікою і етикою [Архівовано 1 жовтня 2011 у Wayback Machine.] ми можемо розпочати з двох визначень, які тут видаються доречними. Економіст Девід Причитко одного разу дав визначення економіки як «мистецтва накладати параметри на наші утопії». І у особливо проникливому визначенні нобелівський лауреат Ф. А. Хаєк написав, що «допитливе завдання економіки — продемонструвати людям, як мало вони дійсно знають про те, що вони вважають, вони можуть спроектувати». Що пропонують обидва визначення, так це те, що економіка має справу зі сферою можливого і займаючись цим, вона визначає межі мислимого. Перед тим, як ми скажемо, що ми «повинні» щось зробити, можливо, нам слід переконатися, що ми можемо це зробити, в тому сенсі, що дія досягне задуманої мети. Сказати по-іншому: повинен означає можу.
Для отримання позитивного знання про господарство в класичній економічній теорії було сконструйовано абстрактну модель людини — Homo economicus, що має лише єдиний стійкий мотив максимізації власного інтересу, якій дозволяв би математично розраховувати економічні явища. Проблема «подолання» різноманіття мотивів щодо економічної дії вирішувалася шляхом відбору основного мотиву за критерієм калькуляції, сталості та повторювальності.
Оскільки етичні орієнтири, моральні мотиви, наміри, властивості характеру не підлягають виміру, вони виходять за межі розгляду й розрахунку. Далі конструюються певні ієрархії переваг, де «економічне» стає вищим за «неекономічне», «раціональне» — за «ірраціональне». Тим самим відбувається самовідокремлення економічної раціональності від інших видів раціональності, етичної зокрема. Наслідком цього постає нормативне перебільшення логіки ринку, зведення її в певний абсолютний принцип координації суспільства, що означає повну елімінацію моральної складової із життя людини. Згідно з такою логікою не ринок адаптується до соціальних відносин, а навпаки всі міжлюдські відносини детермінуються лише вимогами ринку.
На противагу «економічній логіці» в сучасних етико-економічних дослідженнях стверджується принципово інша нормативна позиція, згідно з якою раціональність економічної діяльності розглядається як послідовна та узгоджена дія, яка є варіативною, а належність до «економічного» не може вимірюватися лише ступенем раціональності. Людська поведінка виходить за межі вітальної доцільності, вона пов´язана з орієнтацією на етичні цінності та моральні норми. Поняття раціональності виводиться за межі максимізації корисності, та відповідно розширюються межі дослідження економічної діяльності.
Таким чином, питання раціональності дозволяє «навести мости[недоступне посилання з липня 2019]» між етикою та економічною наукою, набуваючи конкретизації в проблематиці розумного ведення господарства, що охоплювало б етичний вимір (ціннісна раціональність) та економічний (цілераціональність). При цьому жодній із них не надається визначальної нормативної переваги, стверджується їхній діалектичний зв´язок.
Без цілераціональної економічної дії не було б великих досягнень наукового прогресу. Менеджер, якому бракує стратегічних навичок, буде досить безпорадним в господарчому процесі, як і абстрактний мораліст-філософ, що намагається вплинути на дійсність. Але й досить небезпечними є абсолютизація цілераціональності, автономізація економічної системи з одночасним нехтуванням моральними вимогами, що здатні породжувати соціальні кризові явища. Тому у вирішенні проблем сучасного господарства необхідне врахування його етичної складової, відповідно осмислення таких проблем можливе лише в процесі плідної співпраці нормативної економічної теорії та нормативної етики.
Отже, підбиваючи підсумки, ми можемо зазначити, що ринкові відносини мають гостру нестачу загальнолюдських цінностей, а для успішної діяльності в будь-якій сфері, зокрема в економічній, треба вкладати свої морально-етичні норми і правила.